# Tehachapi
Tehachapi è un comune (city) degli Stati Uniti d'America della contea di Kern nello Stato della California. La popolazione era di 14.414 abitanti al censimento del 2010. Situata sui monti Tehachapi, si trova a metà strada tra la valle di San Joaquin e il deserto del Mojave. Tehachapi si trova 35 miglia (56 km) ad est-sud-est di Bakersfield e ad ovest di Mojave.

## Geografia fisica
Secondo lo United States Census Bureau, ha un'area totale di 9,97 mi² (25,82 km²).

## Società

### Evoluzione demografica
Secondo il censimento del 2010, la popolazione era di 14.414 abitanti.

### Etnie e minoranze straniere
Secondo il censimento del 2010, la composizione etnica della città era formata dal 65.4% di bianchi, il 9.0% di afroamericani, l'1.4% di nativi americani, l'1.7% di asiatici, lo 0.1% di oceanici, lo 0.0% di altre razze, e il 18.9% di due o più etnie. Ispanici o latinos di qualunque razza erano il 37.9% della popolazione.